# Liste antiker Ortsnamen und geographischer Bezeichnungen/Bu
| Lateinischer Name        | Griechischer Name                            | Beschreibung                                                    | Heute | Quellen und Verweise      | Lage |
| ------------------------ | -------------------------------------------- | --------------------------------------------------------------- | --- | ------------------------- | ---- |
| Buana                    |                                              |                                                                 | | Smith;                    |      |
| Bubalia                  |                                              |                                                                 | | Smith;                    |      |
| Bubassus                 |                                              |                                                                 | | Smith;                    |      |
| Bubastis, Bubastus       | Βούβαστις (Boubastis), Βούβαστος (Boubastos) | ägyptische Stadt mit Kult der Bastet                            | südöstlich von Zagazig in Ägypten                                                                        | Smith;                    |      |
| Bubentum                 |                                              |                                                                 | | Smith;                    |      |
| Bubon                    | Βούβων (Boubōn)                              | Stadt im nördlichen Lykien                                      | Ruinen auf dem Dikmen Tepe bei İbecik in der Türkei                                                      | PECS; Smith;              |      |
| Buca                     |                                              |                                                                 | | Smith;                    |      |
| Bucatium                 | (Boukation)                                  | Ort in Ätolien                                                  | bei Paravola in der Gemeinde Agrinio in Westgriechenland                                                 | PECS; Pleiades;           |      |
| Bucephala                | Βουκέφαλα (Boukephala)                       | Stadt am Hydaspes in Indien, von Alexander dem Großen gegründet | Jhelam in Indien                                                                                         | Smith;                    |      |
| Bucephala                |                                              | Kap südlich von Troizen in der Argolis                          | vermutlich Kap Koraka westlich von Dikigoron nördlich der Insel Spetses am Eingang des Argolischen Golfs | Pausanias 2.34.8; Smith;  |      |
| Bucephalus               | Βουκέφαλος (Boukephalos)                     | Kap im Saronischen Golf                                         | vermutlich Frankolimano nordöstlich von Solygeia                                                         | Plinius 4.9; PECS; Smith; |      |
| Buces                    |                                              |                                                                 | | Smith;                    |      |
| Buchaetium               | Βουχαίτιον (Bouchaition)                     | elische Kolonie im Mündungsgebiet des Acheron in Epirus         | südlich von Filippiada                                                                                   | PECS; Pleiades;           |      |
| Bucinna                  |                                              |                                                                 | | Smith;                    |      |
| Bucinobantes             |                                              | alamannischer Stamm im Mainmündungsgebiet bei Mainz             | | Smith;                    |      |
| Bucolion                 |                                              |                                                                 | | Smith;                    |      |
| Bucolorum Urbs           |                                              |                                                                 | | Smith;                    |      |
| Budalia                  |                                              |                                                                 | | Smith;                    |      |
| Budeium                  |                                              |                                                                 | | Smith;                    |      |
| Budii                    |                                              |                                                                 | | Smith;                    |      |
| Budini                   |                                              |                                                                 | | Smith;                    |      |
| Budorus                  |                                              |                                                                 | | Smith;                    |      |
| Budroae                  |                                              |                                                                 | | Smith;                    |      |
| Bulis                    | Βοῦλις (Boulis)                              | Stadt in Phokis                                                 | Zalitza am Golf von Korinth                                                                              | Smith;                    |      |
| Bulla Regia              | Βούλλα Ῥηγία (Boulla Rhēgia)                 | Stadt in der Africa proconsularis                               | Hammam Daradji in Tunesien, etwa 170 Kilometer von Tunis entfernt                                        | PECS; Smith;              |      |
| Bullis                   |                                              | siehe Byllis                                                    | |                           |      |
| Bumadus                  |                                              |                                                                 | | Smith;                    |      |
| Buphagium                | Βουφάγιον (Bouphagion)                       | Stadt in Arkadien                                               | bei Sarakini auf der Peloponnes                                                                          | PECS; Pleiades; Smith;    |      |
| Buphagus                 | Βουφάγος (Bouphagos)                         | Fluss in Arkadien, Nebenfluss des Alpheios                      | | Pleiades; Smith;          |      |
| Buphia                   |                                              |                                                                 | | Smith;                    |      |
| Buphras                  |                                              |                                                                 | | Smith;                    |      |
| Buporthmus               |                                              |                                                                 | | Smith;                    |      |
| Buprasium                |                                              |                                                                 | | Smith;                    |      |
| Bura                     | Βοῦρα (Boura)                                | Stadt in der Achaia                                             | möglicherweise Kastro, östlich von Egio                                                                  | Smith;                    |      |
| Buraicus                 |                                              |                                                                 | | Smith;                    |      |
| Burchana                 | Βουρχανίς (Bourchanis)                       | Insel in der Nordsee, an der Mündung der Amisia                 | nicht genau lokalisiert, möglicherweise Borkum                                                           | Smith;                    |      |
| Burdigala                | Βουρδίγαλα (Bourdigala)                      | Hauptstadt der Bituriges Vivisci am linken Ufer der Garumna     | Bordeaux in Frankreich                                                                                   | PECS; Smith;              |      |
| Burgenae                 |                                              | Kastel am Pannonischen Limes                                    | | PECS; Pleiades;           |      |
| Burginatium              |                                              | Alenkastell am Niedergermanischen Limes                         | Funde im Kalkarer Stadtteil Altkalkar im Kreis Kleve am Niederrhein                                      | Smith;                    |      |
| Burgundiones             |                                              |                                                                 | | Smith;                    |      |
| Burgus contra Florentiam |                                              | möglicherweise ein Ländeburgus am pannonischen Donaulimes       | Reste auf dem Gemeindegebiet der Ortschaft Dunafalva im Komitat Bács-Kiskun in Ungarn                    |                           |      |
| Buridava, Boridava       |                                              | römisches Hilfstruppenlager in Dakien                           | auf dem Gemeindegebiet von Stolniceni, Kreis Vâlcea in Rumänien                                          | PECS; Pleiades;           |      |
| Burii                    |                                              |                                                                 | | Smith;                    |      |
| Burnum                   |                                              | römisches Legionslager in Liburnien                             | Ivoševci bei Kistanje in Kroatien                                                                        | PECS; Pleiades; Smith;    |      |
| Burrium, Burrio          |                                              | römische Festung in Britannien                                  | am südlichen Stadtrand von Usk in Monmouthshire, Wales                                                   | PECS; Pleiades;           |      |
| Bursao                   |                                              |                                                                 | | Smith;                    |      |
| Buruncus                 |                                              |                                                                 | | Smith;                    |      |
| Busae                    |                                              |                                                                 | | Smith;                    |      |
| Busiris                  | Βούσιρις (Bousiris)                          | Hauptstadt des 9. unterägyptischen Gaus                         | Abu Sir Bana in Unterägypten                                                                             | Smith;                    |      |
| Butadae                  |                                              |                                                                 | | Smith;                    |      |
| Buthoe                   |                                              |                                                                 | | Smith;                    |      |
| Buthrotum                | Βουθρωτόν (Bouthrōton)                       | Stadt in Epirus                                                 | Ruinenstätte Butrint in der Nähe von Saranda im Süden Albaniens                                          | PECS; Smith;              |      |
| Buticus Lacus            |                                              |                                                                 | | Smith;                    |      |
| Butos                    |                                              |                                                                 | | Smith;                    |      |
| Butrium                  |                                              |                                                                 | | Smith;                    |      |
| Butua                    |                                              |                                                                 | | Smith;                    |      |
| Butuntum                 |                                              |                                                                 | | Smith;                    |      |
| Buxentum                 | Ρυξοῦς (Ryxous), Βούξεντον (Bouxenton)       | Stadt in Lukanien                                               | Policastro Bussentino, ein Ortsteil der Stadt Santa Marina in Italien                                    | PECS; Smith;              |      |
| Buzara                   |                                              |                                                                 | | Smith;                    |      |